# Піротерії
Піротерії (Pyrotheria) — ряд викопних копитних південноамериканських ссавців надряду меридіунгулят (Meridiungulata), що існував з палеоцену по олігоцен. Рештки піротерій знайдені в Бразилії, Перу та Аргентини. Невеликі напівводні ссавці, схожі на тапірів з відносно короткими тонкими кінцівками і п'ятипалими ногами з широкими плоскими фалангами.

## Класифікація
- Родина Colombitheriidae
  - Proticia
  - Colombitherium
- Родина Pyrotheriidae
  - Pyrotherium
  - Griphodon
  - Propyrotherium
  - Carolozittelia